# 花島町 (千葉市)
花島町（はなしまちょう）は、千葉県千葉市花見川区の地名。丁番を持たない単独町名である。郵便番号は262-0042。

## 概要
千葉市の北西部、花見川区の中央部に位置しており、千葉市の花見川、柏井町、犢橋町、天戸町に隣接している。

## 世帯数と人口
2023年（令和5年）5月末現在の世帯数と人口は以下の通りである。
| 町丁   | 世帯数  | 人口  |
| ------ | ------- | ----- |
| 天戸町 | 277世帯 | 521人 |

## 小・中学校の学区
市立小・中学校に通う場合、学区は以下の通りとなる。
| 番地   | 番地 | 小学校             | 中学校               |
| ------ | ---- | ------------------ | -------------------- |
| 花島町 | 全域 | 千葉市立花島小学校 | 千葉市立花見川中学校 |

- 学区外通学承認地域

| 番地   | 番地                                                  | 小学校               | 中学校   |
| ------ | ----------------------------------------------------- | -------------------- | -------- |
| 花島町 | 402、416、430、432、433 番地 （旧花見川二小前商店街） | 千葉市立花見川小学校 | 学区通り |

## 施設
- 花島公園[9]
- 稲成神社
- 天福寺（花島観音）
- 天津神社